# Comic Yuri Hime
Comic Yuri Hime (jap. コミック百合姫 Komikku Yuri Hime) – japoński miesięcznik z mangami yuri, wydawany od lipca 2005 nakładem wydawnictwa Ichijinsha. Początkowo ukazywał się jako kwartalnik, natomiast od stycznia 2011 jako dwumiesięcznik publikowany w miesiące nieparzyste. W grudniu 2016 magazyn zmienił cykl wydawniczy na miesięczny. Od 2017 roku redaktorką naczelną magazynu jest Kanako Umezawa.
Comic Yuri Hime jest następcą magazynu Yuri Shimai i podobnie jak on, zawiera mangi o tematyce yuri (lesbijskiej). Początkowo był finansowo zależny od magazynu Gekkan Comic Zero Sum, jednak w 2008 roku stał się niezależny. Aby to uczcić, jedenasty numer, wydany 18 stycznia 2008, zawierał dodatek o nazwie Petit Yuri Hime, będący współpracą artystów z Comic Yuri Hime, Comic Yuri Hime S i Yuri Hime: Wildrose.
Comic Yuri Hime S był siostrzanym magazynem skierowanym do mężczyzn. W 2010 roku został połączony z Comic Yuri Hime.

## Wybrane serie
Opracowano na podstawie źródła.
- Cicha piosenka o miłości (Eku Takeshima)
- Citrus (Saburouta)
- Miłość wśród kwiatów wiśni (Milk Morinaga)
- Simoun (Hayase Hashiba)
- Tatoe todokanu ito da to shite mo (tMnR)
- Watashi ni tenshi ga maiorita! (Nanatsu Mukunoki)
- Watashi no oshi wa akuyaku reijō. (Inori i Aono Sumio)
- Yuri to moja praca! (Miman)
- YuruYuri (Namori)